# 보스턴 전역

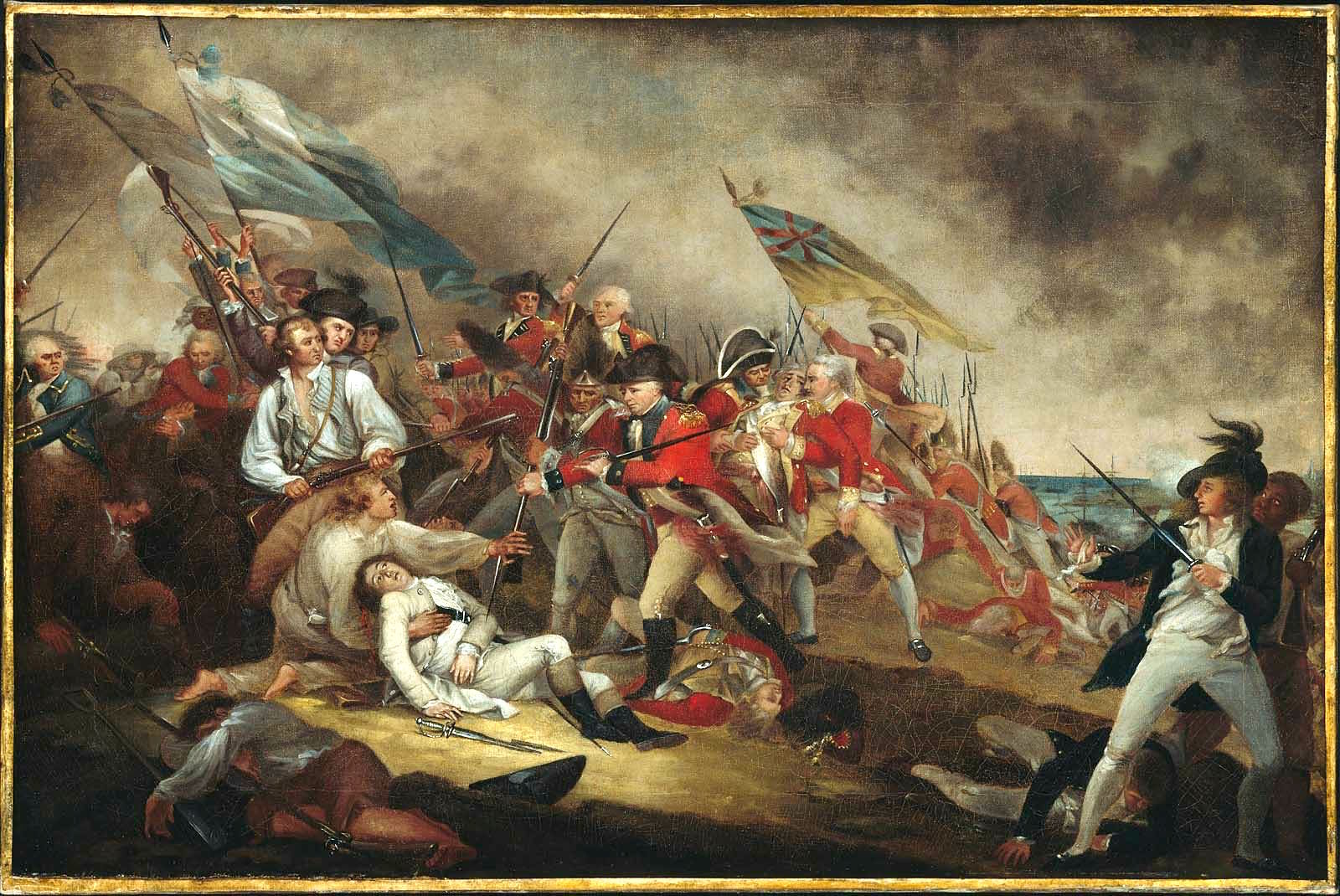

보스턴 전역(영어: Boston campaign)은 미국 독립 전쟁의 초기의 일련의 전투이다.

## 과정
이 작전은 미국 식민지의 비정규 민병대의 편성과 그 후의 대륙군으로의 통일된 군대로의 전환이 진행되었다. 독립 전쟁의 발단이 된 1775년 4월 19일의 렉싱턴 콩코드 전투에서는 영국군 정규군이 콩코드의 무기고를 점령하려고 한 움직임에 맞,서 식민지의 민병대가 결집하여 방어했다. 콩코드의 올드 노스 브리지에서 대치한 영국군이 패배한 다음 찰스타운까지 퇴각하는 사이에 증가하는 민병대에 의해 적지 않은 손실을 봤다.
집결한 민병대가 보스턴 시를 둘러싸고 보스턴 포위전의 시초가 되었다. 이 포위전 사이의 큰 전투는 1775년 6월 17일의 벙커 힐 전투이며, 전체 전쟁 중에서도 사상자가 많은 전투가 되었다. 보스턴 근처 또는 해안 지역에서 많은 교전이 벌어졌고, 인명이나 군사 물자가 손실되었다.
7월에 조지 워싱턴이 집결한 민병대를 지휘하면서, 일치단결한 군대로의 전환을 시도했다. 1776년 3월 4일, 대륙군은 도체스터 고지로 대포를 운반하여 올렸고, 그곳을 요새화하여, 보스턴 시와 보스턴 항구의 함선을 공격할 태세를 갖추었다. 3월 17일(현재 매사추세츠의 광복절) 영국군의 보스턴 철수로 포위전, 즉 보스턴 방면 작전은 끝이 났다.

## 같이 보기
- 미국 독립 전쟁의 전투 목록